# Daniel Lewis (Boxer)
Daniel Jason Lewis (* 18. Dezember 1993 in Sydney) ist ein australischer Profiboxer im Halbmittelgewicht. Als Amateur war er unter anderem Teilnehmer der Olympischen Sommerspiele 2016 in Rio de Janeiro.

## Amateurkarriere
Daniel Lewis trainierte im Dropbombs Boxing Club von Richmond (NSW). Er ist Australischer Juniorenmeister 2009 im Leichtgewicht, Australischer Jugendmeister 2010 und 2011 im Halbweltergewicht, Australischer Meister 2013 und 2014 im Weltergewicht, sowie Australischer Meister 2015 und 2016 im Mittelgewicht.
International trat er ab 2013 in Erscheinung, als er das Ahmet Cömert Tournament in der Türkei, sowie weitere internationale Turniere in Albanien, Serbien und Neuseeland gewinnen konnte. Dabei schlug er unter anderem Balázs Bácskai und Onur Şipal. Er startete daraufhin bei den Weltmeisterschaften 2013 in Almaty, wo er jedoch im ersten Kampf eine Niederlage gegen Rayton Okwiri erlitt.
Im Juli 2014 nahm er an den Commonwealth Games in Glasgow teil und besiegte Mohamed Sillah und Kehinde Ademuyiwa. Aufgrund einer im Kampf gegen Ademuyiwa erlittenen Cutverletzung durfte er aus medizinischen Gründen anschließend nicht zum Viertelfinalkampf gegen Mandeep Jangra antreten und schied daher medaillenlos aus.
Im August 2015 gewann er die Ozeanischen Meisterschaften in Canberra mit Siegen gegen Daniel Parkin und Jonathan Keama. Seine anschließende Teilnahme an den Weltmeisterschaften 2015 in Doha endete erneut mit einer Niederlage im ersten Duell gegen Michael O’Reilly. Beim Vor-WM-Turnier in Doha im Mai, hatte Lewis noch den ersten Platz erkämpft und dabei auch den WM-Dritten Vikas Krishan geschlagen.
Im März 2016 war er im Mittelgewicht neben Josh English (Halbfliegengewicht), Alex Winwood (Fliegengewicht), Jayden Hansen (Bantamgewicht), Harry Garside (Leichtgewicht), David Biddle (Halbweltergewicht), Kori Fano (Weltergewicht), Matthew Sheehan (Halbschwergewicht), Jason Whateley (Schwergewicht) und Joseph Goodall (Superschwergewicht), einer von zehn australischen Startern bei der asiatisch-ozeanischen Olympiaqualifikation in Qian’an. Australien stellte damit in jeder Gewichtsklasse einen Teilnehmer.
Daniel Lewis hatte ein Freilos für die Vorrunde und konnte sich im Achtelfinale gegen Jonathan Keama sowie im Viertelfinalkampf gegen Arslanbek Achilow durchsetzen. Im Halbfinale unterlag er zwar gegen Zhao Minggang, konnte aber beim Kampf um Platz 3 Narmandakh Shinebayar schlagen. Er konnte sich damit, zusammen mit dem ebenfalls auf Platz 3 ausgeschiedenen Jason Whateley, für die Olympischen Spiele 2016 qualifizieren.
Bei den Olympischen Spielen besiegte er in der Vorrunde den Polen Tomasz Jabłoński, schied aber im Achtelfinale gegen den Usbeken Bektemir Meliqoʻziyev aus.

## Profikarriere
Sein Profidebüt gewann er am 23. März 2019. Im Juli 2019 gewann er die Australische Meisterschaft im Halbmittelgewicht. In seinem siebenten Kampf verlor er im Februar 2020 nach Punkten gegen den US-Amerikaner Sebastian Fundora.